# Bel·la Akhmadúlina
Bel·la Akhmadúlina (rus: Изабелла Ахатовна Ахмадулина)  (Moscou, 10 d'abril de 1937 - Peredelkino, 29 de novembre de 2010), nom complet amb patronímic Bel·la (Izabel·la) Akhàtovna Akhmadúlina, rus: Бе́лла (Изабе́лла) Аха́товна Ахмаду́лина, AFI, [ˈbʲɛlə ɐˈxatəvnə ɐxmɐˈdulʲɪnə] ( ? i  escolteu-ne la pronunciació en rus), tàtar Bella Äxät qızı Äxmädullina, fou una dels grans poetes russes del segle xx.
Poeta soviètica i russa, escriptora també de relats curts i traductora, volgué tenir una postura apolítica a l'hora d'escriure. Va formar part del moviment literari de la Nova Onada de Rússia. Va ser qualificada per Joseph Brodsky com la millor poeta viva en llengua russa. Fou membre de la Unió d'Escriptors de Rússia, del comitè executiu del PEN Club Internacional de Rússia i de la Societat d'Amics del Museu de Belles Arts Puixkin. També fou Membre Honorària de l'Acadèmia Americana d'Arts i Lletres. Fou guardonada amb el Premi Estatal de la Federació Russa i el Premi Estatal de l'URSS.
Tot i la postura apolítica abans esmentada de la seva escriptura, Akhmadúlina fou sovint crítica de les autoritats de la Unió Soviètica, i es va pronunciar a favor d'altres actituds, incloent les dels premis Nobel Borís Pasternak, Andrei Sàkharov i Aleksandr Soljenitsin. Fou coneguda pel públic internacional pels seus viatges a l'estranger durant el Desglaç de Khrusxov, durant el qual va fer aparicions en estadis amb totes les entrades esgotades. A la seva mort el 2010, a l'edat de 73 anys, el president de Rússia Dmitri Medvédev va aclamar la seva poesia com un "clàssic de la literatura russa."
The New York Times afirmà que Akhmadúlina fou "sempre reconeguda com un dels tresors literaris de la Unió Soviètica i una poeta clàssica en la línia temporal que s'estén des de Lérmontov i Puixkin." Sonia I. Ketchian, escrivint a The Poetic Craft of Bella Akhmadulina, la va qualificar com "una dels grans poetes del segle xx." Tenim Akhmàtova, Tsvetàieva, Mandelstam, i Pasternak –i ella és la cinquena".

## Primers anys, educació i obres
Bel·la Akhmadúlina va néixer a Moscou el 10 d'abril del 1937, filla única de pare tàtar i mare russoitaliana. Foren evacuats a Kazan quan va esclatar la Segona Guerra Mundial. La seva mare, Nadejda Makàrovna Làzareva, treballava com a traductora per a l'NKVD. El seu pare, Akhat Valéievitx Akhmadulin, era un alt funcionari de duanes.
La carrera literària d'Akhmadúlina va començar quan encara anava a l'escola, treballant com a periodista al diari de Moscou Metrostroevets, i millorant les seves habilitats poètiques en un cercle organitzat pel poeta Ievgueni Vinokurov. Els seus primers poemes van aparèixer a la revista October després d'haver estat aprovats per poetes soviètics establerts. Aquests primers poemes van ser publicats el 1955. El crític emigrat Mark Slonim descriu les seves perspectives de la manera següent el 1964 (Literatura russosoviètica): "La seva veu té una puresa tal de to, tal riquesa de timbre, tal individualitat de dicció, que si el seu creixement continua algun dia aconseguirà succeir Akhmàtova" com "la poeta viva més gran de Rússia".
Després d'acabar l'escola, Akhmadúlina va entrar a l'Institut de Literatura Maksim Gorki on es graduaria el 1960. Mentre estudiava a l'institut, va publicar els seus poemes i articles en diferents diaris, tant oficials com escrits a mà. Va ser objecte de crítiques al Komsomólskaia Pravda el 1957. Fou expulsada de l'Institut Maksim Gorki el 1959 com a conseqüència de la seva oposició a la persecució de Borís Pasternak (oficialment, per suspendre un examen en marxismeleninisme; posteriorment fou readmesa) El 1962 fou publicada la primera col·lecció dels seus poemes, titulada Struna (La cadena) i va ser un èxit rotund. Tot i ser expulsada, moltes de les seves col·leccions de versos es van publicar més tard: Les classes de música (1970), Poemes (1975), Espelma (1977), Dreams of Georgia (1977), El misteri (1983), Línia costanera (1991), i d'altres. Una col·lecció anomenada Sad (Jardí) serví a Akhmadúlina per rebre el Premi Estatal de l'URSS el 1989.
Molts gossos i un gos, una història curta escrita en un estil surrealista, va ser publicada el 1979 al Metropol Almanac en samizdat. Va ajudar en la creació del Metropol. Va escriure assajos sobre Aleksandr Puixkin i Mikhaïl Lérmontov.
Va aparèixer en estadis amb entrades esgotades en la dècada de 1960, com ho van fer els poetes Ievgueni Ievtuixenko, Andrei Voznessenski i Róbert Rojdéstvenski.
Va publicar una carta oberta en suport de l'exiliat Andrei Sàkharov. L'octubre del 1993 va signar la Carta dels Quaranta-dos.
Fou una periodista en una pel·lícula de 1964.
Bel·la va participar en molts esdeveniments internacionals de poesia, incloent la Lectura Internacional de Poesia Kuala Lumpur (1988).
Després de la caiguda de la Unió Soviètica va publicar Bagul i clau (1994), Un so que guia (1995) i Un dia de desembre (1996), entre altres obres.

### Traduccions
Els temes principals de l'obra d'Akhmadúlina són l'amistat, l'amor i les relacions entre les persones. Va escriure nombrosos assajos sobre poetes i traductors russos, alguns de dedicats al seu amic íntim Bulat Okudjava. Akhmadulina evità escriure poemes obertament polítics, però va participar en els esdeveniments polítics en la seva joventut, en suport de l'anomenada "dissidència". Va traduir al rus poesia de França, Itàlia, Txetxènia, Polònia, Iugoslàvia, Hongria, Bulgària, Geòrgia, Armènia, i molts altres països.
Akhmadúlina va escriure en un estil "decididament apolític". Va fer ús de la imaginació i l'humor en la seva obra. Va usar quartets rimats en els seus primers treballs, que parlen habitualment d'ocurrències imaginatives de la vida quotidiana, en un llenguatge ple a vessar tant d'arcaismes com de neologismes. La religió i la filosofia es van convertir en els seus temes a mesura que envellia i va escriure en formes més llargues.

## Vida personal

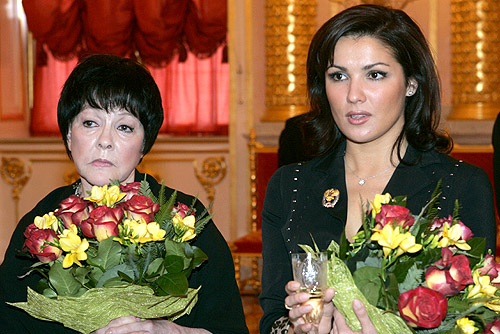
Bella Akhmadulina i Anna Netrebko en la cerimònia del Premi Estatal de Rússia al Kremlin

El primer matrimoni de Bel·la fou el 1954 amb Ievgueni Ievtuixenko, un altre famós poeta de l'època; el seu segon marit des del 1960 fou Iuri Naguibin, gran novel·lista i guionista. Del seu matrimoni el 1971 amb el director de cinema Eldar Kuliev va tenir una filla, Elizaveta Kulieva, que també és poeta. El 1974, es va casar amb el seu últim marit, el famós artista i escenògraf Borís Messerer. Tenien cases a Peredelkino i Moscou.

## Mort
Akhmadúlina va morir a casa seva a Peredelkino, prop de Moscou, el 29 de novembre del 2010. Tenia 73 anys. La seva mort va ser anunciada aproximadament una hora més tard. El marit d'Akhmadúlina va dir que la seva mort es va produir per una malaltia del cor, descrita com "crisi cardiovascular". Tant Dmitri Medvédev com Vladímir Putin li reteren homenatge, i Medvédev escrigué al seu bloc que la seva mort era una "pèrdua irreparable". Medvédev també va escriure que la poesia d'Akhmadúlina era un "clàssic de la literatura russa".

## Filmografia

### Cameo
- Tinc vint anys (rus: Застава Ильича - 1961), dirigida per Marlen Khutsiev

### Actriu
- Allà hi viu un noi (rus: Живёт такой парень - 1964), dirigida per Vassili Xukxín
- Esport, esport, esport (rus: Спорт, спорт, спорт - 1970), dirigida per Elem Klímov

### Guionista
- Estanys nets (rus: Чистые пруды (1965), basada en l'obra de Iuri Naguibin
- Hostessa (rus: Стюардесса - 1968)